# Danse mot vår
Danse mot vår är en sång på norska, skriven av Rolf Løvland. Sången sjöngs ursprungligen av den norska sångerskan Elisabeth Andreassen 1992 och det var med den hon haft sin största solohit. 1992 blev den en hit på Norsktoppen. Under många år varit en av de mest spelade sångerna i Norge. 1995 tog upphovsrättsmannen Rolf Løvland med melodin i en instrumental version under den engelskspråkiga titeln Serenade to Spring på hans folkmusikgrupp Secret Gardens debutalbum Songs from a Secret Garden.

### Fotnoter
1. ↑  ”Norsktoppen-lister 1991–1992” (på norska). NRK. 17 mars 1992. http://www.musikalske.net/norsktoppen/norsktoppen_10.htm. Läst 4 november 2017.